# Abutilon somalense
Abutilon somalense är en malvaväxtart som beskrevs av Giovanni Ettore Mattei. Abutilon somalense ingår i släktet klockmalvor, och familjen malvaväxter. Inga underarter finns listade i Catalogue of Life.